# Банком (Илиноис)
Банком (енгл. Buncombe) град је у америчкој савезној држави Илиноис.

## Демографија
По попису из 2010. године број становника је 203, што је 17 (9,1%) становника више него 2000. године.
| Група             | 2000.       | 2010.       |
| Белци             | 185 (99,5%) | 194 (95,6%) |
| Афроамериканци    | 0 (0,0%)    | 0 (0,0%)    |
| Азијати           | 0 (0,0%)    | 0 (0,0%)    |
| Хиспаноамериканци | 0 (0,0%)    | 8 (3,9%)    |
| Укупно            | 186         | 203         |